# Sukanya Chomchuendee
Sukanya Chomchuendee (ur. 9 września 1988) – tajska lekkoatletka specjalizująca się w skoku o tyczce.
Brązowa medalistka mistrzostw Azji w Pune (2013). W tym samym roku została mistrzynią igrzysk Azji Południowo-Wschodniej. W 2017 i 2023 ponownie sięgnęła po brąz mistrzostw Azji.

## Rekordy życiowe
- skok o tyczce – 4,30 (2018) rekord Tajlandii
- skok o tyczce (hala) – 3,86 (2014) rekord Tajlandii